# Palácio do Governo de Timor-Leste
O Palácio do Governo de Timor-Leste é um edifício governamental que é a sede do gabinete do primeiro-ministro de Timor-Leste.

## História
A construção foi iniciada na década de 1950 devido aos graves prejuízos causados pelas tropas de invasão japonesa durante a II Guerra Mundial ou Guerra do Pacífico. Foi construída para ser o Palácio do Governador ou das Repartições durante a parte final da administração portuguesa. Durante a ocupação da Indonésia, isto é, entre 1975 à 1999, foi onde estavam o governador e o "vice-governador".   
Com a independência, em 2002, é batizado para Palácio do Governo e é instalado o gabinete do Primeiro-Ministro do país e mais alguns ministérios ou secretárias de Estado.